# SX Близнецов
SX Близнецов (лат. SX Geminorum, HD 257684) — двойная затменная переменная звезда типа Алголя (EA) в созвездии Близнецов на расстоянии приблизительно 4268 световых лет (около 1309 парсек) от Солнца. Видимая звёздная величина звезды — от +11,9m до +11m. Орбитальный период — около 1,3669 суток.

## Характеристики
Первый компонент — белая звезда спектрального класса A0. Эффективная температура — около 8785 К.
Второй компонент — белая звезда спектрального класса A7, или A9.